# Joachim Moras
Joachim Moras (*  9. Dezember 1902 in Zittau (Sachsen); † 25. März 1961 in München) war ein deutscher Romanist, Publizist und Übersetzer.
Von 1937 bis zu ihrer Einstellung 1944 gab er die Zeitschrift Europäische Revue heraus, er gründete 1947 mit Hans Paeschke den Merkur. Zeitschrift für europäisches Denken, den er gemeinsam mit Paeschke bis 1961 herausgab. Er redigierte ferner die Anthologie Jahresring des Kulturkreises der Deutschen Wirtschaft. Moras übersetzte unter anderem Werke von André Gide.
Sein Teil-Nachlass befindet sich im Deutschen Literaturarchiv Marbach.

## Werke
- Ursprung und Entwicklung des Begriffs der Zivilisation in Frankreich 1756 - 1830. 1930
- (mit H. Paeschke): Deutscher Geist zwischen gestern und morgen. Bilanz der kulturellen Entwicklung seit 1945, 1954